# Muzillac
Muzillac (bretonisch: Muzilheg) ist eine französische Gemeinde mit 5022 Einwohnern (Stand 1. Januar 2022) im Département Morbihan in der Region Bretagne. Sie gehört zum Arrondissement Vannes, zum Kanton Muzillac und zum Gemeindeverband Arc Sud Bretagne.

## Lage
Muzillac liegt im Südosten des Départements Morbihan, ca. 20 Kilometer östlich von Vannes. Nachbargemeinden sind Noyal-Muzillac, Arzal, Billiers, und Ambon. Muzillac liegt im Inland, ca. fünf Kilometer von der Küste entfernt.
Durch Muzillac fließt der Saint-Éloi, der im Gemeindegebiet zum Étang de Pen Mur aufgestaut ist.

## Geschichte
Die erste urkundliche Erwähnung Muzillacs stammt aus dem Jahr 1070. Zu dieser Zeit war der Ortsteil Bourg Pol Sitz der Pfarrkirche. Das Geschlecht der Gutsherren von Muzillac taucht zum ersten Mal im Jahr 1123 im Kopialbuch von Redon auf.
Von 1288 bis 1432 war Muzillac Sitz des Rechnungshofs der Bretagne.
Von 1678 bis zur Französischen Revolution war Muzillac Sitz eines Konvents der Ursulinen.
Im Jahr 1790 wurde Muzillac zu einer eigenständigen Gemeinde und zum Hauptort des gleichnamigen Kantons erklärt. Pfarrkirche blieb bis zu einem Brand des Kirchturms im Jahr 1934 die Kirche im Ortsteil Bourg Pol. Die heutige Pfarrkirche Sainte-Thérèse wurde zwischen 1930 und 1934 erbaut.

### Bevölkerungsentwicklung
| Jahr      | 1962 | 1968 | 1975 | 1982 | 1990 | 1999 | 2007 | 2019 |
| Einwohner | 2189 | 2516 | 2987 | 3228 | 3471 | 3805 | 4416 | 5066 |

Quelle: INSEE
Im Jahr 2007 waren ca. 23 % der Bevölkerung jünger als 20 Jahre, sowie ca. 26 % älter als 64 Jahre.

## Verkehr
Muzillac besitzt zwei Abfahrten der autobahnähnlich ausgebauten N165, die von Nantes über Vannes, Lorient und Quimper nach Brest führt.
Muzillac besaß zwischen 1903 und 1947 einen eigenen Bahnhof der Chemins de fer du Morbihan. Heute ist Questembert in 15 km Entfernung der nächstgelegene Bahnhof.

## Sehenswürdigkeiten
Am Étang de Pen Mur befindet sich die gleichnamige Mühle, in der mit Techniken aus dem 18. Jahrhundert Papier hergestellt wird.

## Kultur
Muzillac besitzt ein eigenes Kino 'Jeanne d'Arc', sowie das Kulturzentrum 'Centre d’Animation du Vieux Couvent à Muzillac', in dem sich auch die Gemeindebibliothek befindet.